# Torben Nielsen
Torben Nielsen (* 7. Dezember 1945 in Frederiksberg) ist ein ehemaliger dänischer Fußballspieler und -trainer.

## Sportlicher Werdegang
Nielsen debütierte als Teenager in der Wettkampfmannschaft des B 1903 Kopenhagen. Schnell avancierte er zum Stammspieler in der 1. Division und Juniorennationalspieler. In der Spielzeit 1969 gewann der Abwehrspieler mit dem Klub den Meistertitel, parallel kam er zu seinem Debüt in der dänischen A-Nationalmannschaft – dem ersten von insgesamt 23 Länderspielen. In der Spielzeit 1970 verteidigte er mit der Mannschaft den Meistertitel.
1972 wechselte Nielsen nach Deutschland, wo er sich dem Südwest-Regionalligsten 1. FSV Mainz 05 anschloss. Unter Trainer Bernd Hoss gewann er mit dem Klub in der Spielzeit 1972/73 die Zweitligameisterschaft, in der Aufstiegsrunde zur Bundesliga belegten die 05er nach drei Siegen aus acht Spielen mit vier Punkten Rückstand auf den SC Fortuna Köln den dritten Platz. Mit einem fünften Tabellenrang in der folgenden Saison und der damit geglückten Qualifikation für die neu eingeführte 2. Bundesliga verabschiedete sich Nielsen nach 58 Ligaspielen vom 1. FSV Mainz 05 und folgte Hoss zum Ligarivalen FK Pirmasens. Hier war er ebenso unumstrittener Stammspieler und lief in allen 38 Saisonspielen auf, als der Klub am Ende der Spielzeit 1974/75 als Südzweiter hinter dem Karlsruher SC in die Aufstiegsspiele gegen den Nordzweiten Bayer 05 Uerdingen einzog. Nach einem 4:4-Heimremis im Hinspiel verpasste er mit einer 0:6-Klatsche im Grotenburg-Stadion den Erstligaaufstieg. Nach einer weiteren Saison, in der er abermals 38 Zweiligapartien absolvierte, verließ er Deutschland.
Nielsen spielte anschließend für den schwedischen Klub Helsingborgs IF und später erneut B 1903 Kopenhagen. 1980 ließ er als Spielertrainer von Hillerød Fodbold seine Karriere ausklingen. Anschließend übernahm er das Traineramt beim Kastrup BK, mit dem er am Ende der Spielzeit 1981 aus der ersten Liga abstieg. Dort wurde er 1982 freigestellt, anschließend wandte er sich vom Fußball ab und siedelte nach Schweden über.